# Sitges
Sitges é um município da Espanha na comarca de Garraf, província de Barcelona, comunidade autónoma da Catalunha. Tem 43,85 km² de área e em 2021 tinha 30 217 habitantes (densidade: 689,1 hab./km²).

## Demografia
| Variação demográfica de Sitges entre 1991 e 2004 |        |        |        |
| 1991                                             | 1996   | 2001   | 2004   |
| 13 109                                           | 16 801 | 19 893 | 23 172 |
|                                                  |        |        |        |

## Equipamentos
- Cemitério Sant Sebastià — destaca-se pelas suas amostras de modernismo catalão.[2]